# Institución Educativa Emblemática José Granda
La Institución Educativa Emblemática José Granda fue fundada el 29 de octubre de 1962 en Lima, Perú. Cuenta con educación primaria y educación secundaria. Actualmente tiene la categoría de institución educativa emblemática.

## Colegio emblemático
Mediante el decreto de urgencia n.º 004‐2009 dado durante el segundo gobierno del presidente Alan García el 9 de enero de 2009 se creó el "Programa Nacional de Recuperación de las Instituciones Públicas Educativas Emblemáticas y Centenarias", con el fin de modernizar y reforzar la infraestructura de 20 colegios en Lima y Callao, y otros 21 en el resto del país. Su objetivo era alcanzar, en las escuelas y colegios estatales, una educación de excelencia con igualdad de  oportunidades para todos. El colegio José Granda fue incluido en dicho programa y se empezaron inmediatamente las obras, en las que se invirtieron más de S/. 13 millones (cerca de US$ 5 millones).